# Gracias a la vida
y en el alto cielo su fondo estrellado y en las multitudes el hombre que yo amo...»
(Violeta Parra, Gracias a la vida)
Gracias a la vida è una canzone folk cilena composta ed interpretata dalla cilena Violeta Parra, tra le figure degli artisti che hanno posto le basi per il movimento culturale e musicale conosciuto come Nueva Canción Chilena.
È pubblicata nell'album Las últimas composiciones del 1966 (l'ultimo album pubblicato prima del suicidio causato dalla depressione nel 1967), da cui è estratta come 1º singolo.

## Descrizione
La canzone, la cui musica e testo sono scritti da Violeta Parra, è stata registrata nel 1966 a Santiago del Cile. In seguito diviene una delle canzoni latino-americane più famose della storia, descritta come un inno umanista, e diviene oggetto di numerose reinterpretazioni.
Le strofe sono composte da cinque linee dodecasillabi ciascuna (tranne l'ultima), assonanze e rime in ogni verso. Ciascuna strofa si apre con il motivo Gracias a la vida que me ha dado tanto. L'ultima strofa è l'unica che dispone di sei versi, ed è aperta e chiusa dal versetto principale della canzone.
Il brano viene utilizzato come colonna sonora di alcuni film, fra cui nel film italiano del 2001, Le fate ignoranti.

## Reinterpretazioni
Nel corso degli anni, il brano è stato reinterpretato da numerosi artisti.
Nel 1971 la cantante argentina Mercedes Sosa pubblica la cover della canzone nel suo album in tributo a Violeta Parra Homenaje a Violeta Parra; per Sosa diviene una sorta di inno personale e viene eseguita costantemente in tutti i suoi spettacoli fino alla morte. Tale canzone diventa molto popolare e si diffonde anche a livello internazionale.
Nel 1974 la cantante folk statunitense Joan Baez inserisce la canzone Gracias a la vida nell'album omonimo, registrato allo scopo di denunciare gli orrori della dittatura del generale Augusto Pinochet in Cile.
Sempre nel 1974, il gruppo riminese Zafra incide l'album Grazie alla vita, contribuendo in modo decisivo alla diffusione del brano in Italia, dove diventa un classico tra gli scouts e la gioventù cattolica.
Sempre nello stesso anno, la cantante italiana Gabriella Ferri traduce il brano in lingua italiana con il titolo Grazie alla vita e lo inserisce nell'album Remedios.
Nel 1975 il cantante italiano Herbert Pagani traduce la canzone in lingua francese con il titolo Gracias a la vida - Merci l'existence e la pubblica nell'album Peintures. Nello stesso anno, la cantante brasiliana Elis Regina inserisce il brano nell'album Falso Brilhante, registrato sempre nell'intento per denunciare la dittatura militare in Cile.
Nel 1979 la cantante finlandese Arja Saijonmaa incide il brano in lingua finlandese con il titolo Miten Voin kyllin kiittää e in lingua svedese con il titolo Jag vill tacka Livet pubblicata nell'album Jag vill tacka livet - 13 sanger av Violeta Parra.
Nel 2006 Ginevra Di Marco incide la sua versione di questa canzone, inserendola nel suo album Stazioni Lunari prende terra a Puerto Libre.
Nel 2007 i cantanti italiani Andrea Parodi ed Elena Ledda incidono il duetto Gracias a la vida nell'album Rosa Resolza.
Nel 2012 la cantante israeliana Yasmine Levy la incide nell'album Libertad.
Nel 2016 il cantautore Franco Simone la interpreta in duetto con Michele Cortese incidendola nell'album Per Fortuna.
Nel 2022, Jovanotti interpreta il brano nella tappa di Aosta del suo tour "Jova Beach Party 2", duettando con la cantante franco-cilena Ana Tijoux. La loro versione è pubblicata nel quinto CD, intitolato Bootleg, di Il super disco del Sole, versione deluxe in cofanetto dell'album Il disco del Sole.
Alcuni cantanti hanno interpretato più volte il brano dal vivo, ma mai inciso, tra cui Anna Oxa e Laura Pausini in alcune tappe del World Tour 2009 in America Latina.

### Elenco parziale di reinterpretazioni
- Cecilia (album Gracias a la vida, 1970)
- Simone Cristicchi (live)
- Isabel Parra (album Los parra de chile, 1970)
- Chagual (album Tu canto viola doliente, 1970)
- Mercedes Sosa (album Homenaje a Violeta Parra, 1971)
- Alberto Cortez Ni Poco (album Ni demasiado, 1973)
- Joan Baez (album Gracias a la vida, 1974)
- Gabriella Ferri in lingua italiana Grazie alla vita (album Remedios, 1974)
- Zafra, album Grazie alla Vita, 1974.
- Miguel Rafael Martos Sánchez (album Recital hispanoamericano, 1975)
- Herbert Pagani in lingua francese Gracias a la vida - Merci l'existence (album Peintures, 1975)
- Elis Regina (album Falso brilhante, 1976)
- Arja Saijonmaa in lingua finlandese Miten Voin kyllin kiittää
- Arja Saijonmaa in lingua svedese Jag vill tacka Livet (album Jag vill tacka livet - 13 sanger av Violeta Parra, 1979)
- Sonia la Única (album Sonia canta a Violeta Parra, 1980)
- Holly Near (album Sing to Me the Dream, 1984)
- Joan Baez e Mercedes Sosa (DVD Three voices, 1988)
- Richard Clayderman (album América Latina… mon amour, 1992)
- Plácido Domingo e Patricia Sosa (album Mi alma latina, 1994)
- Luis Jara (album Lo nuestro... ayer y hoy, 1999)
- Issac Delgado (album La formula, 2000)
- Los Bunkers (album Después de vivir un siglo, 2001)
- Pippo Pollina (album Versi per la libertà, 2001)
- Banda Bassotti (album Así es mi vida, 2003)
- Yasmin Levy (album La judería - ladino meets flamenco, 2005)
- Alberto Cortez (album Leyendas: Alberto Cortez, 2005)
- Amaury Pérez e Frank Fernández (album Los dúos, 2006)
- Ginevra Di Marco (album Stazioni Lunari prende terra a Puerto Libre, 2006)
- Verónica Garay Opaso (album Así, 2007)
- Gloria Simonetti (album 40 años de gloria, 2007)
- Ángel Parra (album Violeta se fue a los Cielos, 2007)
- Los Tres (album Cantores que reflexionan: sintiendo a Violeta, 2007)
- Jorge González (album Cantores que reflexionan: sintiendo a Violeta, 2007)
- Andrea Parodi ed Elena Ledda (album Rosa Resolza, 2007)
- Pasión Vega (album Gracias a la vida, 2009)
- Voces unidas por Chile (singolo Gracias a la vida, 2010)
- Margareth Menezes (album dvd Naturalmente, 2010)
- Yasmine Levy (album Libertad, 2012)
- Nicole Natalino
- Ana Belen
- Chonchi Heredia
- Chavela Vargas
- María Dolores Pradera
- Anna Oxa (Live)
- Laura Pausini (Live, in alcune tappe del World Tour 2009 in America Latina)
- Claudio Cojaniz (Live, in piano solo, album Stride vol. 3 Live)
- Las Tres Grandes-Eugenia León, Guadalupe Pineda, Tania Libertad (Primera Fila Edición Especial 2016)
- Franco Simone e Michele Cortese (album Per Fortuna, 2016)
- Kacey Musgraves (album Star-Crossed, 2021)
- Simona Molinari (album Hasta Siempre Mercedes, 2023)